# Taça dos Vencedores de Taças de Hóquei em Patins de 1985-86
A Taça dos Vencedores de Taças de Hóquei em Patins de 1985-86 foi a 10.ª edição da Taça das Taças.
A AD Sanjoanense venceu a competição pela 1.ª vez, derrotando o Sporting CP, os campeões em título, numa nova final portuguesa.

## Equipas participantes
| País               | Clube          | Classificação                                |
| ------------------ | -------------- | -------------------------------------------- |
| Alemanha Ocidental | ERG Iserlohn   | 2.º lugar da Liga Alemã-Ocidental de 1984/85 |
| Espanha            | CE Noia        | Semi-finalista da Taça do Rei de 1984/85     |
| França             | La Vendéenne   | 2.º lugar da Liga Francesa de 1984/85        |
| Itália             | GSH Pordenone  | Finalista da Taça de Itália de 1984/85       |
| Países Baixos      | RC Lichtstad   | 2.º lugar da Liga Neerlandesa de 1984/85     |
| Portugal           | Sporting CP    | Vencedor da Taça das Taças de 1984/85        |
| Portugal           | AD Sanjoanense | Finalista da Taça de Portugal de 1984/85     |
| Suíça              | Genève RHC     | Vencedor da Taça da Suíça de 1984/85         |

## Jogos

### Fase final
|  | Quartos-de-final | Quartos-de-final | Quartos-de-final | Quartos-de-final |                |                | Meias-finais | Meias-finais | Meias-finais |  |             | Final | Final | Final |
|  |                  |                  |                  |                  |                |                |              |              |              |  |             |       |       |       |
|  | 1                | CE Noia          | 8                | 5                |                |                |              |              |              |  |             |       |       |       |
|  | 8                | GSH Pordenone    | 3                | 6                |                |                |              |              |              |  |             |       |       |       |
|  | 8                | GSH Pordenone    | 3                | 6                |                | CE Noia        | 4            | 5            |              |  |             |       |       |       |
|  |                  |                  |                  |                  |                | CE Noia        | 4            | 5            |              |  |             |       |       |       |
|  |                  | Sporting CP      | 2                | 8                |                |                |              |              |              |  |             |       |       |       |
|  | 4                | Sporting CP      | 2                | 8                | RC Lichtstad   | 8              | 2            |              |              |  |             |       |       |       |
|  | 4                |                  |                  |                  | RC Lichtstad   | 8              | 2            |              |              |  |             |       |       |       |
|  | 5                | Sporting CP      | 7                | 4                |                |                |              |              |              |  |             |       |       |       |
|  | 5                | Sporting CP      | 7                | 4                |                |                |              |              |              |  | Sporting CP | 3     | 6     |       |
|  |                  |                  |                  |                  |                |                |              |              |              |  | Sporting CP | 3     | 6     |       |
|  |                  | AD Sanjoanense   | 3                | 9                |                |                |              |              |              |  |             |       |       |       |
|  | 3                | AD Sanjoanense   | 3                | 9                | AD Sanjoanense | 11             | 6            |              |              |  |             |       |       |       |
|  | 3                |                  |                  |                  | AD Sanjoanense | 11             | 6            |              |              |  |             |       |       |       |
|  | 6                | ERG Iserlohn     | 5                | 5                |                |                |              |              |              |  |             |       |       |       |
|  | 6                | ERG Iserlohn     | 5                | 5                |                | AD Sanjoanense | 17           | 14           |              |  |             |       |       |       |
|  |                  |                  |                  |                  |                | AD Sanjoanense | 17           | 14           |              |  |             |       |       |       |
|  |                  | Genève RHC       | 1                | 9                |                |                |              |              |              |  |             |       |       |       |
|  | 2                | Genève RHC       | 1                | 9                | Genève RHC     | 10             | 8            |              |              |  |             |       |       |       |
|  | 2                |                  |                  |                  | Genève RHC     | 10             | 8            |              |              |  |             |       |       |       |
|  | 7                | La Vendèenne     | 4                | 7                |                |                |              |              |              |  |             |       |       |       |
|  | 7                | La Vendèenne     | 4                | 7                |                |                |              |              |              |  |             |       |       |       |

#### Quartos-de-final
| Equipa 1       | Total | Equipa 2      | 1.ª Mão | 2.ª Mão |
| -------------- | ----- | ------------- | ------- | ------- |
| CE Noia        | 13-9  | GSH Pordenone | 8-3     | 5-6     |
| RC Lichtstad   | 10-11 | Sporting CP   | 8-7     | 2-4     |
| AD Sanjoanense | 17-10 | ERG Iserlohn  | 11-5    | 6-5     |
| Genève RHC     | 18-11 | La Vendèenne  | 10-4    | 8-7     |

#### Meias-finais
| Equipa 1       | Total | Equipa 2     | 1.ª Mão | 2.ª Mão |
| -------------- | ----- | ------------ | ------- | ------- |
| CE Noia        | 9-10  | Sporting CP  | 4-2     | 5-8     |
| AD Sanjoanense | 31-10 | La Vendèenne | 17-1    | 14-9    |

#### Final
| Equipa 1    | Total | Equipa 2       | 1.ª Mão | 2.ª Mão |
| ----------- | ----- | -------------- | ------- | ------- |
| Sporting CP | 9-12  | AD Sanjoanense | 3-3     | 6-9     |

| Vencedor da Taça das Taças 1985/86 |
| ---------------------------------- |
|                                    |
| AD Sanjoanense (1.º título)        |